# Charles Beckwith
Charles Alvin Beckwith (ur. 22 stycznia 1929 w Atlancie, zm. 13 czerwca 1994 w Austin) – pułkownik US Army, weteran wojen koreańskiej i wietnamskiej. Współorganizator jednostki Delta Force.

## Zarys kariery wojskowej
Służył w wojsku od 1952 do 1981. Oddelegowany w listopadzie 1977 do utworzenia 1st Special Forces Operational Detachment-Delta (Airborne) (1st SFOD-D), zwanej Delta Force – elitarnej jednostki specjalnej, uważanej obecnie za jedną z najlepszych tego rodzaju na świecie.
24 kwietnia 1980 poprowadził komandosów oddziału Delta do tajnej akcji uwolnienia 53 zakładników ambasady amerykańskiej w Teheranie, przetrzymywanych przez Strażników Rewolucji (Pasdarani) od grudnia 1979. Operacja miała kryptonim „Orli Szpon”. Z powodu awarii amerykańskich śmigłowców RH-53D Sea Stallion (nie wytrzymały burzy piaskowej) akcja została przerwana. W trakcie ewakuacji komandosów w wyniku uderzenia jednego z RH-53 w samolot transportowy C-130 zginęło ośmiu amerykańskich żołnierzy.